# Posłowie na Sejm Rzeczypospolitej Polskiej IV kadencji (1935–1938)
Posłowie na Sejm Rzeczypospolitej Polskiej IV kadencji zostali wybrani podczas wyborów parlamentarnych, które odbyły się w dniu 8 września 1935.
20 września 1935 w Monitorze Polskim opublikowano ogłoszenie Generalnego Komisarza Wyborczego w sprawie wyboru posłów do Sejmu.
Pierwsze posiedzenie odbyło się 4 i 5 października 1935, a ostatnie, 90. – 21 lipca 1938. Kadencja Sejmu trwała od 4 października 1935 do 13 września 1938. Pierwotnie miała upłynąć 4 października 1940, jednak została skrócona na mocy zarządzenia Prezydenta Rzeczypospolitej z dnia 13 września 1938 r. o rozwiązaniu Sejmu i Senatu.
Marszałek senior 3 października 1935
- Lucjan Żeligowski (BBWR)

Marszałek Sejmu od 4 października 1938
- Stanisław Car (BBWR) do 18 czerwca 1938, od 22 czerwca 1938 Walery Sławek

Wicemarszałkowie Sejmu
- Bogusław Miedziński (BBWR)
- Tadeusz Schaetzel (BBWR)
- Bohdan Podoski (BBWR) do 8 marca 1935
- Władysław Byrka (BBWR), po 22 czerwca 1936 Stanisław Kielak (OZN)
- Wasyl Mudry (UNDO)

## Lista według przynależności partyjnej (stan na koniec kadencji)

### Bezpartyjny Blok Współpracy z Rządem(153 posłów)
- Mieczysław Augustyniak
- Józef Bakon
- Franciszek Bartczak
- Jakub Bodziony
- Edward Bogusz
- Jerzy Bołądź
- Władysław Byrka
- Wacław Budzyński
- Stefan Wojnar-Byczyński
- Stanisław Car
- Bogdan Chełmicki
- Jan Choiński-Dzieduszycki
- Bronisław Chojnacki
- Henryk Chyb
- Paweł Danowski
- Stefan Dąbrowski
- Marian Dehnel
- Czesław Dębicki
- Wacław Długosz
- Jerzy Dominiarski
- Jan Dostych
- Stefan Downar
- Dominik Dratwa
- Jan Drozd-Gierymski
- Kazimierz Dublasiewicz
- Kazimierz Duch
- Juliusz Dudziński
- Edward Ludwik Ekert
- Bolesław Formela
- Jan Freyman
- Zygmunt Gardecki
- Czesław Gauza
- Tadeusz Gdula
- Marian Gładysz
- Józef Głowacki
- Antoni Jan Goetz-Okocimski
- Wojciech Gorczyca
- Wincenty Gortat
- Wincenty Grętkiewicz
- Józef Gromada
- Wacław Haczyński
- Antoni Hanebach
- Stanisław Hermanowicz
- Jakub Hoffman
- Jan Hołyński
- Jan Hoppe
- Henryk Floyar-Rajchman
- Emeryk August Hutten-Czapski
- Wincenty Hyla
- Wincenty Inglot
- Jerzy Jabłoński
- Robert Jahoda-Żółtowski
- Aleksander Jasiński
- Jan Henryk Jedynak
- Alfons Jozanis
- Eugeniusz Jurkowski
- Józef Kaczkowski
- Klemens Kaczorowski
- Józef Kamiński
- Władysław Kamiński
- Feliks Karśnicki
- Edward Kasprzykowski
- Stanisław Kielak
- Wacław Kobyłecki
- Adam Koc
- Wincenty Kociuba
- Jan Koj
- Franciszek Kolbusz
- Ferdynand Kondysar
- Tadeusz Kopeć
- Marian Zyndram-Kościałkowski
- Jerzy Kozicki
- Tomasz Kozłowski
- Teodor Kozubski
- Stanisław Krawczyński
- Adam Kroebl
- Roman Krukowski
- Władysław Krupa
- Kornel Krzeczunowicz
- Włodzimierz Krzywoszyński
- Kazimierz Maksymilian Kuczyński
- Adam Kukliński
- Jan Lenkiewicz-Ipohorski
- Stefan Libiszowski
- Stanisław Ligoń
- Józef Lubelski
- Michał Łazarski
- Jan Łobodziński
- Bogusław Łubieński
- Zbigniew Madeyski
- Wiktor Maleszewski
- Tadeusz Marchlewski
- Wiktor Martynowski
- Stefan Matusiak
- Henryk Messing
- Antoni Michalski
- Stanisław Michałowski
- Bogusław Miedziński
- Józef Agaton Morawski
- Janusz Mostowski
- Stanisław Mróz
- Jan Myśliński
- Ignacy Nowak
- Witold Nowicki
- Stanisław Olewiński
- Stefan Olszewski
- Józef Ostafin
- Stanisław Ostrowski
- Antoni Pacholczyk
- Jerzy Paciorkowski
- Wanda Pełczyńska
- Ludwik Piechoczek
- Jan Pietrzak
- Józef Płonka
- Bolesław Pochmarski
- Bohdan Podoski
- Stanisław Pomarański
- Janina Prystorowa
- Jan Przykling
- Ignacy Puławski
- Julian Pyz
- Tadeusz Ropelewski
- Leon Sapieha
- Adolf Sarnecki
- Tadeusz Schaetzel
- Brunon Sikorski
- Zygmunt Sioda
- Walery Sławek
- Felicjan Sławoj Składkowski
- Piotr Sobczyk
- Wojciech Sosiński
- Zygmunt Sowiński
- Roman Stamm
- Władysław Starzak
- Wojciech Stpiczyński
- Leon Suchorzewski
- Leon Surzyński
- Tomasz Szalewicz
- Włodzimierz Szczepański
- Władysław Szczypa
- Tadeusz Szetela
- Michał Szulczewski
- Piotr Szumowski
- Franciszek Szymański
- Wacław Szymański
- Jan Slaski
- Kazimierz Światopełk-Mirski
- Bolesław Świdziński
- Artur Tarnowski
- Stefan Tatarczak
- Leopold Tomaszkiewicz
- Stefan Traczewski
- Marian Wadowski
- Edwin Wagner
- Jan Walewski
- Bruno Wanke
- Aleksander Wasilewski
- Ludwik Waszkiewicz
- Edmund Wąsik
- Stanisław Widacki
- Władysław Wielhorski
- Andrzej Wierzbicki
- Wacław Wiślicki
- Wacław Witwicki
- Bronisław Wojciechowski
- Władysław Wojtowicz
- Marcin Wołków
- Jan Wójcik
- Czesław Wróblewski
- Stefan Wyganowski
- Michał Wymysłowski
- Józef Zadurski
- Walerian Zaklika
- Ludwik Zakrocki
- Andrzej Zubrzycki
- Lucjan Żeligowski
- Witold Żyborski

### Mniejszości Narodowe (55 posłów)
- Stepan Baran (UNDO)
- Stepan Bilak (UNDO)
- Wasyl Boluch (UNDO)
- Mykyta Bura (UWO)
- Wołodymyr Cełewycz (UNDO)
- Wołodymyr Kuźmowycz (UNDO)
- Wasyl Mudry (UNDO)
- Zinowij Pełeńśkyj (UNDO)
- Roman Perfećkyj (UNDO)
- Petro Pewnyj (UWO)
- Borys Pimonow
- Stepan Skrypnyk (UWO)
- Dezydery Smoczkiewicz
- Antoni Snopczyński
- Genadiusz Szymanowski
- Hryć Terszakoweć (UNDO)
- Tadeusz de Thun
- Kornyło Trojan (UNDO)
- Serhij Tymoszenko (UWO)
- Dmytro Wełykanowycz (UNDO)
- Iwan Wolanśkyj (UKNP)
- Stepan Wytwyćkyj (UNDO)
- Iwan Zawałykut (UNDO)
- Michał Zenkteler
- Wacław Wiślicki (Koło Żydowskie)
- Izaak Rubinsztejn (Koło Żydowskie)
- Lejb Mincberg (Koło Żydowskie)
- Emil Sommerstein (Koło Żydowskie)
- Joszua Gotlieb (Koło Żydowskie)